# Spelartrupper under Europamästerskapet i fotboll 2016
Följande är en lista över spelartrupperna för varje deltagande nation vid Europamästerskapet i fotboll 2016 i Frankrike. Turneringen startade den 10 juni och finalen spelades i Saint-Denis den 10 juli 2016.
Varje nation var tvungen att lämna in en trupplista på 23 spelare, varav tre skulle vara målvakter, senast den 31 maj 2016. Om en spelare skadats allvarligt nog för att hindras från att delta i turneringen före sitt lags första match, kunde han ersättas av en annan spelare.
Matcher och mål är korrekta per den 11 maj 2016. Ålder korrekt per den 10 juni 2016.

## Grupp A

### Frankrike
| Nr  | Pos. | Namn                | Födelsedatum (ålder)      | Matcher                        | Mål                            |                                | Klubb                          |
| --- | ---- | ------------------- | ------------------------- | ------------------------------ | ------------------------------ | ------------------------------ | ------------------------------ |
| 1   | MV   | Hugo Lloris         | 26 december 1986 (29 år)  | 73                             | 0                              | England                        | Tottenham Hotspur              |
| 2   | F    | Christophe Jallet   | 31 oktober 1983 (32 år)   | 11                             | 1                              | Frankrike                      | Lyon                           |
| 3   | F    | Patrice Evra        | 15 maj 1981 (35 år)       | 71                             | 0                              | Italien                        | Juventus                       |
| 4   | F    | Adil Rami           | 27 december 1985 (30 år)  | 26                             | 1                              | Spanien                        | Valencia                       |
| 5   | MF   | N'Golo Kanté        | 29 mars 1991 (25 år)      | 2                              | 1                              | England                        | Leicester City                 |
| 6   | MF   | Yohan Cabaye        | 14 januari 1986 (30 år)   | 44                             | 4                              | England                        | Crystal Palace                 |
| 7   | A    | Antoine Griezmann   | 21 mars 1991 (25 år)      | 26                             | 7                              | Spanien                        | Atlético Madrid                |
| 8   | MF   | Dimitri Payet       | 29 mars 1987 (29 år)      | 17                             | 2                              | England                        | West Ham United                |
| 9   | A    | Olivier Giroud      | 30 september 1986 (29 år) | 47                             | 14                             | England                        | Arsenal                        |
| 10  | A    | André-Pierre Gignac | 5 december 1985 (30 år)   | 24                             | 7                              | Mexiko                         | Tigres                         |
| 11  | A    | Anthony Martial     | 5 december 1995 (20 år)   | 8                              | 0                              | England                        | Manchester United              |
| 12  | MF   | Morgan Schneiderlin | 8 november 1989 (26 år)   | 15                             | 0                              | England                        | Manchester United              |
| 13  | F    | Eliaquim Mangala    | 13 februari 1991 (25 år)  | 7                              | 0                              | England                        | Manchester City                |
| 14  | MF   | Blaise Matuidi      | 9 april 1987 (29 år)      | 42                             | 7                              | Frankrike                      | Paris Saint-Germain            |
| 15  | MF   | Paul Pogba          | 15 mars 1993 (23 år)      | 29                             | 5                              | Italien                        | Juventus                       |
| 16  | MV   | Steve Mandanda      | 28 mars 1985 (31 år)      | 22                             | 0                              | Frankrike                      | Marseille                      |
| 17  | F    | Lucas Digne         | 20 juli 1993 (22 år)      | 12                             | 0                              | Italien                        | Roma                           |
| 18  | MF   | Moussa Sissoko      | 16 augusti 1989 (26 år)   | 35                             | 1                              | England                        | Newcastle United               |
| 19  | F    | Bacary Sagna        | 14 februari 1983 (33 år)  | 55                             | 0                              | England                        | Manchester City                |
| 20  | A    | Kingsley Coman      | 13 juni 1996 (19 år)      | 3                              | 1                              | Tyskland                       | Bayern München                 |
| 21  | F    | Laurent Koscielny   | 10 september 1985 (30 år) | 27                             | 0                              | England                        | Arsenal                        |
| 22  | F    | Samuel Umtiti       | 14 november 1993 (22 år)  | 0                              | 0                              | Frankrike                      | Lyon                           |
| 23  | MV   | Benoît Costil       | 3 juli 1987 (28 år)       | 0                              | 0                              | Frankrike                      | Rennes                         |
| ——— | ———  | 0Didier Deschamps   |                           | 000Information: Förbundskapten | 000Information: Förbundskapten | 000Information: Förbundskapten | 000Information: Förbundskapten |

### Rumänien
| Nr  | Pos. | Namn               | Födelsedatum (ålder)     | Matcher                        | Mål                            |                                | Klubb                          |
| --- | ---- | ------------------ | ------------------------ | ------------------------------ | ------------------------------ | ------------------------------ | ------------------------------ |
| 1   | MV   | Costel Pantilimon  | 1 februari 1987 (29 år)  | 22                             | 0                              | England                        | Watford                        |
| 2   | F    | Alexandru Mățel    | 17 oktober 1989 (26 år)  | 16                             | 0                              | Kroatien                       | Dinamo Zagreb                  |
| 3   | F    | Răzvan Raț         | 26 maj 1981 (35 år)      | 110                            | 2                              | Spanien                        | Rayo Vallecano                 |
| 4   | F    | Cosmin Moți        | 3 december 1984 (31 år)  | 7                              | 0                              | Bulgarien                      | Ludogorets Razgrad             |
| 5   | MF   | Ovidiu Hoban       | 27 december 1982 (33 år) | 19                             | 1                              | Israel                         | Hapoel Be'er Sheva             |
| 6   | F    | Vlad Chiricheș     | 14 november 1989 (26 år) | 40                             | 0                              | Italien                        | Napoli                         |
| 7   | MF   | Alexandru Chipciu  | 18 maj 1989 (27 år)      | 20                             | 3                              | Rumänien                       | Steaua București               |
| 8   | MF   | Mihai Pintilii     | 9 november 1984 (31 år)  | 30                             | 1                              | Rumänien                       | Steaua București               |
| 9   | A    | Denis Alibec       | 5 januari 1991 (25 år)   | 3                              | 1                              | Rumänien                       | Astra Giurgiu                  |
| 10  | MF   | Nicolae Stanciu    | 7 maj 1993 (23 år)       | 4                              | 3                              | Rumänien                       | Steaua București               |
| 11  | MF   | Gabriel Torje      | 22 november 1989 (26 år) | 49                             | 10                             | Turkiet                        | Osmanlıspor                    |
| 12  | MV   | Ciprian Tătărușanu | 9 februari 1986 (30 år)  | 35                             | 0                              | Italien                        | Fiorentina                     |
| 13  | A    | Claudiu Keșerü     | 2 december 1986 (29 år)  | 12                             | 4                              | Bulgarien                      | Ludogorets Razgrad             |
| 14  | A    | Florin Andone      | 11 april 1993 (23 år)    | 5                              | 1                              | Spanien                        | Córdoba                        |
| 15  | F    | Valerică Găman     | 25 februari 1989 (27 år) | 13                             | 1                              | Rumänien                       | Astra Giurgiu                  |
| 16  | F    | Steliano Filip     | 15 maj 1994 (22 år)      | 4                              | 0                              | Rumänien                       | Dinamo București               |
| 17  | MF   | Lucian Sânmărtean  | 13 mars 1980 (36 år)     | 19                             | 0                              | Saudiarabien                   | Ittihad FC                     |
| 18  | MF   | Andrei Prepeliță   | 8 december 1985 (30 år)  | 9                              | 0                              | Bulgarien                      | Ludogorets Razgrad             |
| 19  | A    | Bogdan Stancu      | 28 juni 1987 (28 år)     | 39                             | 9                              | Turkiet                        | Gençlerbirliği                 |
| 20  | MF   | Adrian Popa        | 24 juli 1988 (27 år)     | 13                             | 0                              | Rumänien                       | Steaua București               |
| 21  | F    | Dragoș Grigore     | 7 september 1986 (29 år) | 19                             | 0                              | Qatar                          | Al-Sailiya                     |
| 22  | F    | Cristian Săpunaru  | 5 april 1984 (32 år)     | 12                             | 0                              | Rumänien                       | Pandurii Târgu Jiu             |
| 23  | MV   | Silviu Lung Jr.    | 4 juni 1989 (27 år)      | 3                              | 0                              | Rumänien                       | Astra Giurgiu                  |
| ——— | ———  | 0Anghel Iordănescu |                          | 000Information: Förbundskapten | 000Information: Förbundskapten | 000Information: Förbundskapten | 000Information: Förbundskapten |

### Albanien
| Nr  | Pos. | Namn             | Födelsedatum (ålder)      | Matcher                        | Mål                            |                                | Klubb                          |
| --- | ---- | ---------------- | ------------------------- | ------------------------------ | ------------------------------ | ------------------------------ | ------------------------------ |
| 1   | MV   | Etrit Berisha    | 10 mars 1989 (27 år)      | 35                             | 0                              | Italien                        | Lazio                          |
| 2   | F    | Andi Lila        | 12 februari 1986 (30 år)  | 59                             | 0                              | Grekland                       | PAS Giannina                   |
| 3   | MF   | Emir Lenjani     | 5 augusti 1989 (26 år)    | 19                             | 3                              | Frankrike                      | Nantes                         |
| 4   | F    | Elseid Hysaj     | 20 februari 1994 (22 år)  | 20                             | 0                              | Italien                        | Napoli                         |
| 5   | F    | Lorik Cana       | 27 juni 1983 (32 år)      | 92                             | 1                              | Frankrike                      | Nantes                         |
| 6   | F    | Freddie Veseli   | 20 november 1992 (23 år)  | 3                              | 0                              | Schweiz                        | Lugano                         |
| 7   | F    | Ansi Agolli      | 11 november 1982 (33 år)  | 61                             | 2                              | Azerbajdzjan                   | Qarabağ                        |
| 8   | MF   | Migjen Basha     | 5 januari 1987 (29 år)    | 19                             | 3                              | Italien                        | Como                           |
| 9   | MF   | Ledian Memushaj  | 7 december 1986 (29 år)   | 14                             | 0                              | Italien                        | Pescara                        |
| 10  | A    | Armando Sadiku   | 27 maj 1991 (25 år)       | 20                             | 5                              | Liechtenstein                  | Vaduz                          |
| 11  | A    | Shkëlzen Gashi   | 15 juli 1988 (27 år)      | 14                             | 1                              | USA                            | Colorado Rapids                |
| 12  | MV   | Orges Shehi      | 25 september 1977 (38 år) | 7                              | 0                              | Albanien                       | Skënderbeu Korçë               |
| 13  | MF   | Burim Kukeli     | 16 januari 1984 (32 år)   | 15                             | 0                              | Schweiz                        | Zürich                         |
| 14  | MF   | Taulant Xhaka    | 28 mars 1991 (25 år)      | 12                             | 0                              | Schweiz                        | Basel                          |
| 15  | F    | Mërgim Mavraj    | 9 juni 1986 (30 år)       | 26                             | 3                              | Tyskland                       | Köln                           |
| 16  | A    | Sokol Çikalleshi | 27 juli 1990 (25 år)      | 20                             | 2                              | Turkiet                        | İstanbul Başakşehir            |
| 17  | F    | Naser Aliji      | 27 december 1993 (22 år)  | 5                              | 0                              | Schweiz                        | Basel                          |
| 18  | F    | Arlind Ajeti     | 25 september 1993 (22 år) | 10                             | 1                              | Italien                        | Frosinone                      |
| 19  | A    | Bekim Balaj      | 11 januari 1991 (25 år)   | 16                             | 2                              | Kroatien                       | Rijeka                         |
| 20  | MF   | Ergys Kaçe       | 8 juli 1993 (22 år)       | 16                             | 2                              | Grekland                       | PAOK                           |
| 21  | MF   | Odise Roshi      | 21 maj 1991 (25 år)       | 33                             | 1                              | Kroatien                       | Rijeka                         |
| 22  | MF   | Amir Abrashi     | 27 mars 1990 (26 år)      | 18                             | 0                              | Tyskland                       | Freiburg                       |
| 23  | MV   | Alban Hoxha      | 23 november 1987 (28 år)  | 1                              | 0                              | Albanien                       | Partizani                      |
| ——— | ———  | 0Gianni De Biasi |                           | 000Information: Förbundskapten | 000Information: Förbundskapten | 000Information: Förbundskapten | 000Information: Förbundskapten |

### Schweiz
| Nr  | Pos. | Namn                 | Födelsedatum (ålder)      | Matcher                        | Mål                            |                                | Klubb                          |
| --- | ---- | -------------------- | ------------------------- | ------------------------------ | ------------------------------ | ------------------------------ | ------------------------------ |
| 1   | MV   | Yann Sommer          | 17 december 1988 (27 år)  | 18                             | 0                              | Tyskland                       | Borussia Mönchengladbach       |
| 2   | F    | Stephan Lichtsteiner | 16 januari 1984 (32 år)   | 80                             | 5                              | Italien                        | Juventus                       |
| 3   | F    | François Moubandje   | 21 juni 1990 (25 år)      | 10                             | 0                              | Frankrike                      | Toulouse                       |
| 4   | F    | Nico Elvedi          | 30 september 1996 (19 år) | 1                              | 0                              | Tyskland                       | Borussia Mönchengladbach       |
| 5   | F    | Steve von Bergen     | 10 juni 1983 (33 år)      | 49                             | 0                              | Schweiz                        | Young Boys                     |
| 6   | F    | Michael Lang         | 8 februari 1991 (25 år)   | 16                             | 2                              | Schweiz                        | Basel                          |
| 7   | A    | Breel Embolo         | 14 februari 1997 (19 år)  | 9                              | 1                              | Schweiz                        | Basel                          |
| 8   | MF   | Fabian Frei          | 8 januari 1989 (27 år)    | 7                              | 1                              | Tyskland                       | Mainz 05                       |
| 9   | A    | Haris Seferović      | 22 februari 1992 (24 år)  | 30                             | 7                              | Tyskland                       | Eintracht Frankfurt            |
| 10  | MF   | Granit Xhaka         | 27 september 1992 (23 år) | 42                             | 6                              | England                        | Arsenal                        |
| 11  | MF   | Valon Behrami        | 19 april 1985 (31 år)     | 65                             | 2                              | England                        | Watford                        |
| 12  | MV   | Marwin Hitz          | 18 september 1987 (28 år) | 2                              | 0                              | Tyskland                       | Augsburg                       |
| 13  | F    | Ricardo Rodríguez    | 25 augusti 1992 (23 år)   | 36                             | 0                              | Tyskland                       | Wolfsburg                      |
| 14  | MF   | Denis Zakaria        | 20 november 1996 (19 år)  | 1                              | 0                              | Schweiz                        | Young Boys                     |
| 15  | MF   | Blerim Džemaili      | 12 april 1986 (30 år)     | 47                             | 6                              | Tyskland                       | Hertha Berlin                  |
| 16  | MF   | Gelson Fernandes     | 2 september 1986 (29 år)  | 56                             | 2                              | Frankrike                      | Rennes                         |
| 17  | A    | Shani Tarashaj       | 7 februari 1995 (21 år)   | 3                              | 0                              | Schweiz                        | Grasshopper                    |
| 18  | A    | Admir Mehmedi        | 16 mars 1991 (25 år)      | 41                             | 3                              | Tyskland                       | Bayer Leverkusen               |
| 19  | A    | Eren Derdiyok        | 12 juni 1988 (27 år)      | 50                             | 10                             | Turkiet                        | Kasımpaşa                      |
| 20  | F    | Johan Djourou        | 18 januari 1987 (29 år)   | 60                             | 2                              | Tyskland                       | Hamburg                        |
| 21  | MV   | Roman Bürki          | 14 november 1990 (25 år)  | 4                              | 0                              | Tyskland                       | Borussia Dortmund              |
| 22  | F    | Fabian Schär         | 20 december 1991 (24 år)  | 19                             | 5                              | Tyskland                       | 1899 Hoffenheim                |
| 23  | MF   | Xherdan Shaqiri      | 10 oktober 1991 (24 år)   | 52                             | 17                             | England                        | Stoke City                     |
| ——— | ———  | 0Vladimir Petković   |                           | 000Information: Förbundskapten | 000Information: Förbundskapten | 000Information: Förbundskapten | 000Information: Förbundskapten |

## Grupp B

### England
| Nr  | Pos. | Namn             | Födelsedatum (ålder)     | Matcher                        | Mål                            |                                | Klubb                          |
| --- | ---- | ---------------- | ------------------------ | ------------------------------ | ------------------------------ | ------------------------------ | ------------------------------ |
| 1   | MV   | Joe Hart         | 19 april 1987 (29 år)    | 58                             | 0                              | England                        | Manchester City                |
| 2   | F    | Kyle Walker      | 28 maj 1990 (26 år)      | 15                             | 0                              | England                        | Tottenham Hotspur              |
| 3   | F    | Danny Rose       | 2 juli 1990 (25 år)      | 3                              | 0                              | England                        | Tottenham Hotspur              |
| 4   | MF   | James Milner     | 4 januari 1986 (30 år)   | 59                             | 1                              | England                        | Liverpool                      |
| 5   | F    | Gary Cahill      | 19 december 1985 (30 år) | 42                             | 3                              | England                        | Chelsea                        |
| 6   | F    | Chris Smalling   | 22 november 1989 (26 år) | 24                             | 0                              | England                        | Manchester United              |
| 7   | MF   | Raheem Sterling  | 8 december 1994 (21 år)  | 22                             | 2                              | England                        | Manchester City                |
| 8   | MF   | Adam Lallana     | 10 maj 1988 (28 år)      | 22                             | 0                              | England                        | Liverpool                      |
| 9   | A    | Harry Kane       | 28 juli 1993 (22 år)     | 11                             | 5                              | England                        | Tottenham Hotspur              |
| 10  | A    | Wayne Rooney     | 24 oktober 1985 (30 år)  | 110                            | 52                             | England                        | Manchester United              |
| 11  | A    | Jamie Vardy      | 11 januari 1987 (29 år)  | 7                              | 3                              | England                        | Leicester City                 |
| 12  | F    | Nathaniel Clyne  | 5 april 1991 (25 år)     | 12                             | 0                              | England                        | Liverpool                      |
| 13  | MV   | Fraser Forster   | 17 mars 1988 (28 år)     | 6                              | 0                              | England                        | Southampton                    |
| 14  | MF   | Jordan Henderson | 17 juni 1990 (25 år)     | 25                             | 0                              | England                        | Liverpool                      |
| 15  | A    | Daniel Sturridge | 1 september 1989 (26 år) | 17                             | 5                              | England                        | Liverpool                      |
| 16  | F    | John Stones      | 28 maj 1994 (22 år)      | 10                             | 0                              | England                        | Everton                        |
| 17  | MF   | Eric Dier        | 15 januari 1994 (22 år)  | 6                              | 1                              | England                        | Tottenham Hotspur              |
| 18  | MF   | Jack Wilshere    | 1 januari 1992 (24 år)   | 30                             | 2                              | England                        | Arsenal                        |
| 19  | MF   | Ross Barkley     | 5 december 1993 (22 år)  | 22                             | 2                              | England                        | Everton                        |
| 20  | MF   | Dele Alli        | 11 april 1996 (20 år)    | 7                              | 1                              | England                        | Tottenham Hotspur              |
| 21  | F    | Ryan Bertrand    | 5 augusti 1989 (26 år)   | 8                              | 0                              | England                        | Southampton                    |
| 22  | A    | Marcus Rashford  | 31 oktober 1997 (18 år)  | 1                              | 1                              | England                        | Manchester United              |
| 23  | MV   | Tom Heaton       | 15 april 1986 (30 år)    | 1                              | 0                              | England                        | Burnley                        |
| ——— | ———  | 0Roy Hodgson     |                          | 000Information: Förbundskapten | 000Information: Förbundskapten | 000Information: Förbundskapten | 000Information: Förbundskapten |

### Ryssland
| Nr  | Pos. | Namn                | Födelsedatum (ålder)      | Matcher                        | Mål                            |                                | Klubb                          |
| --- | ---- | ------------------- | ------------------------- | ------------------------------ | ------------------------------ | ------------------------------ | ------------------------------ |
| 1   | MV   | Igor Akinfejev      | 8 april 1986 (30 år)      | 86                             | 0                              | Ryssland                       | CSKA Moskva                    |
| 2   | F    | Roman Sjisjkin      | 27 januari 1987 (29 år)   | 10                             | 0                              | Ryssland                       | Lokomotiv Moskva               |
| 3   | F    | Igor Smolnikov      | 8 augusti 1988 (27 år)    | 12                             | 0                              | Ryssland                       | Zenit Sankt Petersburg         |
| 4   | F    | Sergej Ignasjevitj  | 14 juli 1979 (36 år)      | 115                            | 8                              | Ryssland                       | CSKA Moskva                    |
| 5   | F    | Roman Neustädter    | 18 februari 1988 (28 år)  | 0                              | 0                              | Tyskland                       | Schalke 04                     |
| 6   | F    | Aleksej Berezutskij | 20 juni 1982 (33 år)      | 57                             | 0                              | Ryssland                       | CSKA Moskva                    |
| 7   | MF   | Artur Jusupov       | 1 september 1989 (26 år)  | 2                              | 0                              | Ryssland                       | Zenit Sankt Petersburg         |
| 8   | MF   | Denis Glusjakov     | 27 januari 1987 (29 år)   | 42                             | 4                              | Ryssland                       | Spartak Moskva                 |
| 9   | A    | Aleksandr Kokorin   | 19 mars 1991 (25 år)      | 37                             | 11                             | Ryssland                       | Zenit Sankt Petersburg         |
| 10  | A    | Fjodor Smolov       | 5 februari 1990 (26 år)   | 12                             | 5                              | Ryssland                       | Krasnodar                      |
| 11  | MF   | Pavel Mamajev       | 17 september 1988 (27 år) | 10                             | 0                              | Ryssland                       | Krasnodar                      |
| 12  | MV   | Jurij Lodygin       | 26 maj 1990 (26 år)       | 10                             | 0                              | Ryssland                       | Zenit Sankt Petersburg         |
| 13  | MF   | Aleksandr Golovin   | 30 maj 1996 (20 år)       | 3                              | 2                              | Ryssland                       | CSKA Moskva                    |
| 14  | F    | Vasilij Berezutskij | 20 juni 1982 (33 år)      | 93                             | 4                              | Ryssland                       | CSKA Moskva                    |
| 15  | MF   | Roman Sjirokov      | 6 juli 1981 (34 år)       | 53                             | 13                             | Ryssland                       | Spartak Moskva                 |
| 16  | MV   | Guilherme Marinato  | 12 december 1985 (30 år)  | 1                              | 0                              | Ryssland                       | Lokomotiv Moskva               |
| 17  | MF   | Oleg Sjatov         | 29 juli 1990 (25 år)      | 21                             | 2                              | Ryssland                       | Zenit Sankt Petersburg         |
| 18  | MF   | Oleg Ivanov         | 4 augusti 1986 (29 år)    | 3                              | 0                              | Ryssland                       | Terek Groznyj                  |
| 19  | MF   | Aleksandr Samedov   | 19 juli 1984 (31 år)      | 28                             | 3                              | Ryssland                       | Lokomotiv Moskva               |
| 20  | MF   | Dmitrij Torbinskij  | 28 april 1984 (32 år)     | 28                             | 2                              | Ryssland                       | FK Krasnodar                   |
| 21  | F    | Georgij Sjtjennikov | 27 april 1991 (25 år)     | 7                              | 0                              | Ryssland                       | CSKA Moskva                    |
| 22  | A    | Artjom Dzjuba       | 22 augusti 1988 (27 år)   | 16                             | 8                              | Ryssland                       | Zenit Sankt Petersburg         |
| 23  | F    | Dmitrij Kombarov    | 22 januari 1987 (29 år)   | 38                             | 2                              | Ryssland                       | Spartak Moskva                 |
| ——— | ———  | 0Leonid Slutskij    |                           | 000Information: Förbundskapten | 000Information: Förbundskapten | 000Information: Förbundskapten | 000Information: Förbundskapten |

### Wales
| Nr  | Pos. | Namn               | Födelsedatum (ålder)     | Matcher                        | Mål                            |                                | Klubb                          |
| --- | ---- | ------------------ | ------------------------ | ------------------------------ | ------------------------------ | ------------------------------ | ------------------------------ |
| 1   | MV   | Wayne Hennessey    | 24 januari 1987 (29 år)  | 56                             | 0                              | England                        | Crystal Palace                 |
| 2   | F    | Chris Gunter       | 21 juli 1989 (26 år)     | 66                             | 0                              | England                        | Reading                        |
| 3   | F    | Neil Taylor        | 7 februari 1989 (27 år)  | 27                             | 0                              | Wales                          | Swansea City                   |
| 4   | F    | Ben Davies         | 24 april 1993 (23 år)    | 19                             | 0                              | England                        | Tottenham Hotspur              |
| 5   | F    | James Chester      | 23 januari 1989 (27 år)  | 10                             | 0                              | England                        | West Bromwich Albion           |
| 6   | F    | Ashley Williams    | 23 augusti 1984 (31 år)  | 58                             | 1                              | Wales                          | Swansea City                   |
| 7   | MF   | Joe Allen          | 14 mars 1990 (26 år)     | 25                             | 0                              | England                        | Liverpool                      |
| 8   | MF   | Andy King          | 29 oktober 1988 (27 år)  | 32                             | 2                              | England                        | Leicester City                 |
| 9   | A    | Hal Robson-Kanu    | 21 maj 1989 (27 år)      | 30                             | 2                              | England                        | Reading                        |
| 10  | MF   | Aaron Ramsey       | 26 december 1990 (25 år) | 38                             | 10                             | England                        | Arsenal                        |
| 11  | A    | Gareth Bale        | 16 juli 1989 (26 år)     | 54                             | 19                             | Spanien                        | Real Madrid                    |
| 12  | MV   | Owain Fôn Williams | 17 mars 1987 (29 år)     | 1                              | 0                              | Skottland                      | Inverness Caledonian Thistle   |
| 13  | A    | George Williams    | 7 september 1995 (20 år) | 7                              | 0                              | England                        | Fulham                         |
| 14  | MF   | David Edwards      | 3 februari 1986 (30 år)  | 31                             | 3                              | England                        | Wolverhampton Wanderers        |
| 15  | F    | Jazz Richards      | 12 april 1991 (25 år)    | 9                              | 0                              | England                        | Fulham                         |
| 16  | MF   | Joe Ledley         | 23 januari 1987 (29 år)  | 61                             | 4                              | England                        | Crystal Palace                 |
| 17  | A    | David Cotterill    | 4 december 1987 (28 år)  | 23                             | 2                              | England                        | Birmingham City                |
| 18  | A    | Sam Vokes          | 21 oktober 1989 (26 år)  | 39                             | 6                              | England                        | Burnley                        |
| 19  | F    | James Collins      | 23 augusti 1983 (32 år)  | 46                             | 3                              | England                        | West Ham United                |
| 20  | MF   | Jonathan Williams  | 9 oktober 1993 (22 år)   | 11                             | 0                              | England                        | Crystal Palace                 |
| 21  | MV   | Danny Ward         | 22 juni 1993 (22 år)     | 1                              | 0                              | England                        | Liverpool                      |
| 22  | MF   | David Vaughan      | 18 februari 1983 (33 år) | 41                             | 1                              | England                        | Nottingham Forest              |
| 23  | A    | Simon Church       | 10 december 1988 (27 år) | 35                             | 3                              | England                        | Milton Keynes Dons             |
| ——— | ———  | 0Chris Coleman     |                          | 000Information: Förbundskapten | 000Information: Förbundskapten | 000Information: Förbundskapten | 000Information: Förbundskapten |

### Slovakien
| Nr  | Pos. | Namn             | Födelsedatum (ålder)      | Matcher                        | Mål                            |                                | Klubb                          |
| --- | ---- | ---------------- | ------------------------- | ------------------------------ | ------------------------------ | ------------------------------ | ------------------------------ |
| 1   | MV   | Ján Mucha        | 5 december 1982 (33 år)   | 45                             | 0                              | Slovakien                      | Slovan Bratislava              |
| 2   | F    | Peter Pekarík    | 30 oktober 1986 (29 år)   | 65                             | 2                              | Tyskland                       | Hertha Berlin                  |
| 3   | F    | Martin Škrtel    | 15 december 1984 (31 år)  | 79                             | 5                              | England                        | Liverpool                      |
| 4   | F    | Ján Ďurica       | 10 december 1981 (34 år)  | 77                             | 4                              | Ryssland                       | Lokomotiv Moskva               |
| 5   | F    | Norbert Gyömbér  | 3 juli 1992 (23 år)       | 12                             | 0                              | Italien                        | Roma                           |
| 6   | MF   | Ján Greguš       | 29 januari 1991 (25 år)   | 5                              | 0                              | Tjeckien                       | Jablonec                       |
| 7   | MF   | Vladimír Weiss   | 30 november 1989 (26 år)  | 50                             | 4                              | Qatar                          | Al-Gharafa                     |
| 8   | MF   | Ondrej Duda      | 5 december 1994 (21 år)   | 9                              | 1                              | Polen                          | Legia Warszawa                 |
| 9   | A    | Stanislav Šesták | 16 december 1982 (33 år)  | 63                             | 13                             | Ungern                         | Ferencváros                    |
| 10  | MF   | Miroslav Stoch   | 19 oktober 1989 (26 år)   | 52                             | 6                              | Turkiet                        | Bursaspor                      |
| 11  | A    | Adam Nemec       | 2 september 1985 (30 år)  | 20                             | 4                              | Nederländerna                  | Willem II                      |
| 12  | MV   | Ján Novota       | 29 november 1983 (32 år)  | 2                              | 0                              | Australien                     | Rapid Wien                     |
| 13  | MF   | Patrik Hrošovský | 22 april 1992 (24 år)     | 9                              | 0                              | Tjeckien                       | Viktoria Plzeň                 |
| 14  | F    | Milan Škriniar   | 11 februari 1995 (21 år)  | 1                              | 0                              | Italien                        | Sampdoria                      |
| 15  | F    | Tomáš Hubočan    | 17 september 1985 (30 år) | 44                             | 0                              | Ryssland                       | Dynamo Moskva                  |
| 16  | F    | Kornel Saláta    | 24 januari 1985 (31 år)   | 36                             | 2                              | Slovakien                      | Slovan Bratislava              |
| 17  | MF   | Marek Hamšík     | 27 juli 1987 (28 år)      | 85                             | 17                             | Italien                        | Napoli                         |
| 18  | F    | Dušan Švento     | 1 augusti 1985 (30 år)    | 36                             | 1                              | Tyskland                       | FC Köln                        |
| 19  | MF   | Juraj Kucka      | 26 februari 1987 (29 år)  | 45                             | 4                              | Italien                        | Milan                          |
| 20  | MF   | Róbert Mak       | 8 mars 1991 (25 år)       | 26                             | 7                              | Grekland                       | PAOK                           |
| 21  | A    | Michal Ďuriš     | 1 juni 1988 (28 år)       | 23                             | 3                              | Tjeckien                       | Viktoria Plzeň                 |
| 22  | MF   | Viktor Pečovský  | 24 maj 1983 (33 år)       | 30                             | 1                              | Slovakien                      | Žilina                         |
| 23  | MV   | Matúš Kozáčik    | 27 december 1983 (32 år)  | 15                             | 0                              | Tjeckien                       | Viktoria Plzeň                 |
| ——— | ———  | 0Ján Kozák       |                           | 000Information: Förbundskapten | 000Information: Förbundskapten | 000Information: Förbundskapten | 000Information: Förbundskapten |

## Grupp C

### Tyskland
| Nr  | Pos. | Namn                   | Födelsedatum (ålder)      | Matcher                        | Mål                            |                                | Klubb                          |
| --- | ---- | ---------------------- | ------------------------- | ------------------------------ | ------------------------------ | ------------------------------ | ------------------------------ |
| 1   | MV   | Manuel Neuer           | 27 april 1986 (30 år)     | 64                             | 0                              | Tyskland                       | Bayern München                 |
| 2   | F    | Shkodran Mustafi       | 17 april 1992 (24 år)     | 10                             | 0                              | Spanien                        | Valencia                       |
| 3   | F    | Jonas Hector           | 27 maj 1990 (26 år)       | 13                             | 1                              | Tyskland                       | 1. FC Köln                     |
| 4   | F    | Benedikt Höwedes       | 29 februari 1988 (28 år)  | 33                             | 2                              | Tyskland                       | Schalke 04                     |
| 5   | F    | Mats Hummels           | 16 december 1988 (27 år)  | 46                             | 4                              | Tyskland                       | Borussia Dortmund              |
| 6   | MF   | Sami Khedira           | 4 april 1987 (29 år)      | 59                             | 5                              | Italien                        | Juventus                       |
| 7   | MF   | Bastian Schweinsteiger | 1 augusti 1984 (31 år)    | 114                            | 23                             | England                        | Manchester United              |
| 8   | MF   | Mesut Özil             | 15 oktober 1988 (27 år)   | 72                             | 19                             | England                        | Arsenal                        |
| 9   | MF   | André Schürrle         | 6 november 1990 (25 år)   | 51                             | 20                             | Tyskland                       | VfL Wolfsburg                  |
| 10  | A    | Lukas Podolski         | 4 juni 1985 (31 år)       | 127                            | 48                             | Turkiet                        | Galatasaray                    |
| 11  | MF   | Julian Draxler         | 20 september 1993 (22 år) | 18                             | 1                              | Tyskland                       | VfL Wolfsburg                  |
| 12  | MV   | Bernd Leno             | 4 mars 1992 (24 år)       | 1                              | 0                              | Tyskland                       | Bayer Leverkusen               |
| 13  | A    | Thomas Müller          | 13 september 1989 (26 år) | 70                             | 31                             | Tyskland                       | Bayern München                 |
| 14  | MF   | Emre Can               | 17 januari 1994 (22 år)   | 5                              | 0                              | England                        | Liverpool                      |
| 15  | MF   | Julian Weigl           | 8 september 1995 (20 år)  | 1                              | 0                              | Tyskland                       | Borussia Dortmund              |
| 16  | F    | Jonathan Tah           | 11 februari 1996 (20 år)  | 1                              | 0                              | Tyskland                       | Bayer Leverkusen               |
| 17  | F    | Jérôme Boateng         | 3 september 1988 (27 år)  | 58                             | 0                              | Tyskland                       | Bayern München                 |
| 18  | MF   | Toni Kroos             | 4 januari 1990 (26 år)    | 64                             | 11                             | Spanien                        | Real Madrid                    |
| 19  | MF   | Mario Götze            | 3 juni 1992 (24 år)       | 51                             | 17                             | Tyskland                       | Bayern München                 |
| 20  | MF   | Leroy Sané             | 11 januari 1996 (20 år)   | 2                              | 0                              | Tyskland                       | Schalke 04                     |
| 21  | F    | Joshua Kimmich         | 8 februari 1995 (21 år)   | 1                              | 0                              | Tyskland                       | Bayern München                 |
| 22  | MV   | Marc-André ter Stegen  | 30 april 1992 (24 år)     | 6                              | 0                              | Spanien                        | FC Barcelona                   |
| 23  | A    | Mario Gómez            | 10 juli 1985 (30 år)      | 63                             | 27                             | Turkiet                        | Beşiktaş                       |
| ——— | ———  | 0Joachim Löw           |                           | 000Information: Förbundskapten | 000Information: Förbundskapten | 000Information: Förbundskapten | 000Information: Förbundskapten |

### Ukraina
| Nr  | Pos. | Namn                | Födelsedatum (ålder)      | Matcher                        | Mål                            |                                | Klubb                          |
| --- | ---- | ------------------- | ------------------------- | ------------------------------ | ------------------------------ | ------------------------------ | ------------------------------ |
| 1   | MV   | Denys Bojko         | 29 januari 1988 (28 år)   | 4                              | 0                              | Turkiet                        | Beşiktaş                       |
| 2   | F    | Bohdan Butko        | 13 januari 1991 (25 år)   | 17                             | 0                              | Ryssland                       | Amkar Perm                     |
| 3   | F    | Jevhen Chatjeridi   | 28 juli 1987 (28 år)      | 42                             | 3                              | Ukraina                        | Dynamo Kiev                    |
| 4   | MF   | Anatolij Tymosjtjuk | 30 mars 1979 (37 år)      | 143                            | 4                              | Kazakstan                      | FK Qajrat                      |
| 5   | F    | Oleksandr Kutjer    | 22 oktober 1982 (33 år)   | 50                             | 2                              | Ukraina                        | Sjachtar Donetsk               |
| 6   | MF   | Taras Stepanenko    | 8 augusti 1989 (26 år)    | 29                             | 3                              | Ukraina                        | Sjachtar Donetsk               |
| 7   | MF   | Andrij Jarmolenko   | 23 oktober 1989 (26 år)   | 59                             | 25                             | Ukraina                        | Dynamo Kiev                    |
| 8   | A    | Roman Zozulja       | 17 november 1989 (26 år)  | 26                             | 4                              | Ukraina                        | Dnipro Dnipropetrovsk          |
| 9   | MF   | Viktor Kovalenko    | 14 februari 1996 (20 år)  | 3                              | 0                              | Ukraina                        | Sjachtar Donetsk               |
| 10  | MF   | Jevhen Konopljanka  | 29 september 1989 (26 år) | 53                             | 14                             | Spanien                        | Sevilla                        |
| 11  | A    | Jevhen Seleznjov    | 20 juli 1985 (30 år)      | 50                             | 11                             | Ukraina                        | Sjachtar Donetsk               |
| 12  | MV   | Andrij Pjatov       | 28 juni 1984 (31 år)      | 64                             | 0                              | Ukraina                        | Sjachtar Donetsk               |
| 13  | F    | Vjatjeslav Sjevtjuk | 13 maj 1979 (37 år)       | 54                             | 0                              | Ukraina                        | Sjachtar Donetsk               |
| 14  | MF   | Ruslan Rotan        | 29 oktober 1981 (34 år)   | 88                             | 7                              | Ukraina                        | Dnipro Dnipropetrovsk          |
| 15  | A    | Pylyp Budkivskyj    | 10 mars 1992 (24 år)      | 6                              | 0                              | Ukraina                        | Zorja Luhansk                  |
| 16  | MF   | Serhij Sydortjuk    | 2 maj 1991 (25 år)        | 12                             | 2                              | Ukraina                        | Dynamo Kiev                    |
| 17  | F    | Artem Fedetskij     | 26 april 1985 (31 år)     | 49                             | 2                              | Ukraina                        | Dnipro Dnipropetrovsk          |
| 18  | MF   | Serhij Rybalka      | 1 april 1990 (26 år)      | 9                              | 0                              | Ukraina                        | Dynamo Kiev                    |
| 19  | MF   | Denys Harmasj       | 19 april 1990 (26 år)     | 27                             | 2                              | Ukraina                        | Dynamo Kiev                    |
| 20  | F    | Jaroslav Rakytskyj  | 3 augusti 1989 (26 år)    | 40                             | 4                              | Ukraina                        | Sjachtar Donetsk               |
| 21  | MF   | Oleksandr Zintjenko | 15 december 1996 (19 år)  | 3                              | 1                              | Ryssland                       | FC Ufa                         |
| 22  | MF   | Oleksandr Karavajev | 2 juni 1992 (24 år)       | 3                              | 0                              | Ukraina                        | Zorja Luhansk                  |
| 23  | MV   | Mykyta Sjevtjenko   | 26 januari 1993 (23 år)   | 0                              | 0                              | Ukraina                        | Zorja Luhansk                  |
| ——— | ———  | 0Mychajlo Fomenko   |                           | 000Information: Förbundskapten | 000Information: Förbundskapten | 000Information: Förbundskapten | 000Information: Förbundskapten |

### Polen
| Nr  | Pos. | Namn                 | Födelsedatum (ålder)      | Matcher                        | Mål                            |                                | Klubb                          |
| --- | ---- | -------------------- | ------------------------- | ------------------------------ | ------------------------------ | ------------------------------ | ------------------------------ |
| 1   | MV   | Wojciech Szczęsny    | 28 april 1990 (26 år)     | 25                             | 0                              | Italien                        | Roma                           |
| 2   | F    | Michał Pazdan        | 21 september 1987 (28 år) | 16                             | 0                              | Polen                          | Legia Warszawa                 |
| 3   | F    | Artur Jędrzejczyk    | 4 november 1987 (28 år)   | 17                             | 2                              | Polen                          | Legia Warszawa                 |
| 4   | F    | Thiago Cionek        | 21 april 1986 (30 år)     | 4                              | 0                              | Italien                        | Palermo                        |
| 5   | MF   | Krzysztof Mączyński  | 23 maj 1987 (29 år)       | 14                             | 1                              | Polen                          | Wisła Kraków                   |
| 6   | MF   | Tomasz Jodłowiec     | 8 september 1985 (30 år)  | 42                             | 1                              | Polen                          | Legia Warszawa                 |
| 7   | A    | Arkadiusz Milik      | 28 februari 1994 (22 år)  | 24                             | 10                             | Nederländerna                  | Ajax                           |
| 8   | MF   | Karol Linetty        | 2 februari 1995 (21 år)   | 9                              | 1                              | Polen                          | Lech Poznań                    |
| 9   | A    | Robert Lewandowski   | 21 augusti 1988 (27 år)   | 75                             | 34                             | Tyskland                       | Bayern München                 |
| 10  | MF   | Grzegorz Krychowiak  | 29 januari 1990 (26 år)   | 33                             | 2                              | Spanien                        | Sevilla                        |
| 11  | MF   | Kamil Grosicki       | 8 juni 1988 (28 år)       | 37                             | 8                              | Frankrike                      | Rennes                         |
| 12  | MV   | Artur Boruc          | 20 februari 1980 (36 år)  | 62                             | 0                              | England                        | AFC Bournemouth                |
| 13  | A    | Mariusz Stępiński    | 12 maj 1995 (21 år)       | 2                              | 0                              | Polen                          | Ruch Chorzów                   |
| 14  | F    | Jakub Wawrzyniak     | 7 juli 1983 (32 år)       | 48                             | 1                              | Polen                          | Lechia Gdańsk                  |
| 15  | F    | Kamil Glik           | 3 februari 1988 (28 år)   | 39                             | 3                              | Italien                        | Torino                         |
| 16  | MF   | Jakub Błaszczykowski | 14 december 1985 (30 år)  | 77                             | 16                             | Italien                        | Fiorentina                     |
| 17  | MF   | Sławomir Peszko      | 19 februari 1985 (31 år)  | 35                             | 2                              | Polen                          | Lechia Gdańsk                  |
| 18  | F    | Bartosz Salamon      | 1 maj 1991 (25 år)        | 7                              | 0                              | Italien                        | Cagliari                       |
| 19  | MF   | Piotr Zieliński      | 20 maj 1994 (22 år)       | 13                             | 3                              | Italien                        | Empoli                         |
| 20  | F    | Łukasz Piszczek      | 3 juni 1985 (31 år)       | 45                             | 2                              | Tyskland                       | Borussia Dortmund              |
| 21  | MF   | Bartosz Kapustka     | 23 december 1996 (19 år)  | 5                              | 2                              | Polen                          | Cracovia                       |
| 22  | MV   | Łukasz Fabiański     | 18 april 1985 (31 år)     | 29                             | 0                              | Wales                          | Swansea City                   |
| 23  | MF   | Filip Starzyński     | 27 maj 1991 (25 år)       | 2                              | 1                              | Polen                          | Zagłębie Lubin                 |
| ——— | ———  | 0Adam Nawałka        |                           | 000Information: Förbundskapten | 000Information: Förbundskapten | 000Information: Förbundskapten | 000Information: Förbundskapten |

### Nordirland
| Nr  | Pos. | Namn             | Födelsedatum (ålder)      | Matcher                        | Mål                            |                                | Klubb                          |
| --- | ---- | ---------------- | ------------------------- | ------------------------------ | ------------------------------ | ------------------------------ | ------------------------------ |
| 1   | MV   | Michael McGovern | 12 juli 1984 (31 år)      | 10                             | 0                              | Skottland                      | Hamilton Academical            |
| 2   | F    | Conor McLaughlin | 26 juli 1991 (24 år)      | 17                             | 0                              | England                        | Fleetwood Town                 |
| 3   | MF   | Shane Ferguson   | 12 juli 1991 (24 år)      | 24                             | 1                              | England                        | Millwall                       |
| 4   | F    | Gareth McAuley   | 5 december 1979 (36 år)   | 60                             | 7                              | England                        | West Bromwich Albion           |
| 5   | F    | Jonny Evans      | 3 januari 1988 (28 år)    | 48                             | 1                              | England                        | West Bromwich Albion           |
| 6   | F    | Chris Baird      | 25 februari 1982 (34 år)  | 77                             | 0                              | England                        | Derby County                   |
| 7   | MF   | Niall McGinn     | 20 juli 1987 (28 år)      | 39                             | 2                              | Skottland                      | Aberdeen                       |
| 8   | MF   | Steven Davis     | 1 januari 1985 (31 år)    | 82                             | 8                              | England                        | Southampton                    |
| 9   | A    | Will Grigg       | 3 juli 1991 (24 år)       | 8                              | 1                              | England                        | Wigan Athletic                 |
| 10  | A    | Kyle Lafferty    | 16 september 1987 (28 år) | 50                             | 17                             | England                        | Norwich City                   |
| 11  | A    | Conor Washington | 18 maj 1992 (24 år)       | 3                              | 2                              | England                        | Queens Park Rangers            |
| 12  | MV   | Roy Carroll      | 30 september 1977 (38 år) | 44                             | 0                              | Nordirland                     | Linfield                       |
| 13  | MF   | Corry Evans      | 7 juli 1990 (25 år)       | 33                             | 1                              | England                        | Blackburn Rovers               |
| 14  | MF   | Stuart Dallas    | 19 april 1991 (25 år)     | 13                             | 1                              | England                        | Leeds United                   |
| 15  | F    | Luke McCullough  | 15 februari 1994 (22 år)  | 5                              | 0                              | England                        | Doncaster Rovers               |
| 16  | MF   | Oliver Norwood   | 12 april 1991 (25 år)     | 33                             | 0                              | England                        | Reading                        |
| 17  | F    | Paddy McNair     | 27 april 1995 (21 år)     | 8                              | 0                              | England                        | Manchester United              |
| 18  | F    | Aaron Hughes     | 8 november 1979 (36 år)   | 99                             | 1                              | Australien                     | Melbourne City                 |
| 19  | MF   | Jamie Ward       | 12 maj 1986 (30 år)       | 21                             | 2                              | England                        | Nottingham Forest              |
| 20  | F    | Craig Cathcart   | 6 februari 1989 (27 år)   | 27                             | 2                              | England                        | Watford                        |
| 21  | A    | Josh Magennis    | 15 maj 1990 (26 år)       | 18                             | 1                              | Skottland                      | Kilmarnock                     |
| 22  | F    | Lee Hodson       | 2 oktober 1991 (24 år)    | 15                             | 0                              | England                        | Milton Keynes Dons             |
| 23  | MV   | Alan Mannus      | 19 maj 1982 (34 år)       | 8                              | 0                              | Skottland                      | St. Johnstone                  |
| ——— | ———  | 0Michael O'Neill |                           | 000Information: Förbundskapten | 000Information: Förbundskapten | 000Information: Förbundskapten | 000Information: Förbundskapten |

## Grupp D

### Spanien
| Nr  | Pos. | Namn                | Födelsedatum (ålder)     | Matcher                        | Mål                            |                                | Klubb                          |
| --- | ---- | ------------------- | ------------------------ | ------------------------------ | ------------------------------ | ------------------------------ | ------------------------------ |
| 1   | MV   | Iker Casillas       | 20 maj 1981 (35 år)      | 166                            | 0                              | Portugal                       | Porto                          |
| 2   | F    | César Azpilicueta   | 28 augusti 1989 (26 år)  | 13                             | 0                              | England                        | Chelsea                        |
| 3   | F    | Gerard Piqué        | 2 februari 1987 (29 år)  | 75                             | 4                              | Spanien                        | FC Barcelona                   |
| 4   | F    | Marc Bartra         | 15 januari 1991 (25 år)  | 8                              | 0                              | Spanien                        | FC Barcelona                   |
| 5   | MF   | Sergio Busquets     | 16 juli 1988 (27 år)     | 82                             | 2                              | Spanien                        | FC Barcelona                   |
| 6   | MF   | Andrés Iniesta      | 11 maj 1984 (32 år)      | 107                            | 13                             | Spanien                        | FC Barcelona                   |
| 7   | A    | Álvaro Morata       | 23 oktober 1992 (23 år)  | 8                              | 1                              | Italien                        | Juventus                       |
| 8   | MF   | Koke                | 8 januari 1992 (24 år)   | 22                             | 0                              | Spanien                        | Atlético Madrid                |
| 9   | A    | Lucas Vázquez       | 1 juli 1991 (24 år)      | 0                              | 0                              | Spanien                        | Real Madrid                    |
| 10  | MF   | Cesc Fàbregas       | 4 maj 1987 (29 år)       | 103                            | 14                             | England                        | Chelsea                        |
| 11  | A    | Pedro               | 28 juli 1987 (28 år)     | 55                             | 16                             | England                        | Chelsea                        |
| 12  | F    | Héctor Bellerín     | 19 mars 1995 (21 år)     | 1                              | 0                              | England                        | Arsenal                        |
| 13  | MV   | David de Gea        | 7 november 1990 (25 år)  | 8                              | 0                              | England                        | Manchester United              |
| 14  | MF   | Thiago              | 11 april 1991 (25 år)    | 8                              | 0                              | Tyskland                       | Bayern München                 |
| 15  | F    | Sergio Ramos        | 30 mars 1986 (30 år)     | 131                            | 10                             | Spanien                        | Real Madrid                    |
| 16  | F    | Juanfran            | 9 januari 1985 (31 år)   | 17                             | 0                              | Spanien                        | Atlético Madrid                |
| 17  | F    | Mikel San José      | 30 maj 1989 (27 år)      | 5                              | 0                              | Spanien                        | Athletic Bilbao                |
| 18  | F    | Jordi Alba          | 21 mars 1989 (27 år)     | 41                             | 6                              | Spanien                        | FC Barcelona                   |
| 19  | MF   | Bruno Soriano       | 12 juni 1984 (31 år)     | 6                              | 0                              | Spanien                        | Villareal                      |
| 20  | A    | Aritz Aduriz        | 11 februari 1981 (35 år) | 3                              | 1                              | Spanien                        | Athletic Bilbao                |
| 21  | MF   | David Silva         | 8 januari 1986 (30 år)   | 96                             | 23                             | England                        | Manchester City                |
| 22  | A    | Nolito              | 15 oktober 1986 (29 år)  | 7                              | 2                              | Spanien                        | Celta Vigo                     |
| 23  | MV   | Sergio Rico         | 1 september 1993 (22 år) | 0                              | 0                              | Spanien                        | Sevilla                        |
| ——— | ———  | 0Vicente del Bosque |                          | 000Information: Förbundskapten | 000Information: Förbundskapten | 000Information: Förbundskapten | 000Information: Förbundskapten |

### Tjeckien
| Nr  | Pos. | Namn                   | Födelsedatum (ålder)      | Matcher                        | Mål                            |                                | Klubb                          |
| --- | ---- | ---------------------- | ------------------------- | ------------------------------ | ------------------------------ | ------------------------------ | ------------------------------ |
| 1   | MV   | Petr Čech              | 20 maj 1982 (34 år)       | 118                            | 0                              | England                        | Arsenal                        |
| 2   | F    | Pavel Kadeřábek        | 25 april 1992 (24 år)     | 15                             | 2                              | Tyskland                       | 1899 Hoffenheim                |
| 3   | F    | Michal Kadlec          | 13 december 1984 (31 år)  | 63                             | 8                              | Turkiet                        | Fenerbahçe                     |
| 4   | F    | Theodor Gebre Selassie | 24 december 1986 (29 år)  | 33                             | 1                              | Tyskland                       | Werder Bremen                  |
| 5   | F    | Roman Hubník           | 6 juni 1984 (32 år)       | 24                             | 2                              | Tjeckien                       | Viktoria Plzeň                 |
| 6   | F    | Tomáš Sivok            | 15 september 1983 (32 år) | 52                             | 5                              | Turkiet                        | Bursaspor                      |
| 7   | A    | Tomáš Necid            | 13 augusti 1989 (26 år)   | 36                             | 9                              | Turkiet                        | Bursaspor                      |
| 8   | F    | David Limberský        | 6 oktober 1983 (32 år)    | 35                             | 1                              | Tjeckien                       | Viktoria Plzeň                 |
| 9   | MF   | Bořek Dočkal           | 30 september 1988 (27 år) | 23                             | 6                              | Tjeckien                       | Sparta Prag                    |
| 10  | MF   | Tomáš Rosický          | 4 oktober 1980 (35 år)    | 100                            | 22                             | England                        | Arsenal                        |
| 11  | MF   | Daniel Pudil           | 27 september 1985 (30 år) | 31                             | 2                              | England                        | Sheffield Wednesday            |
| 12  | A    | Milan Škoda            | 16 januari 1986 (30 år)   | 7                              | 2                              | Tjeckien                       | Slavia Prag                    |
| 13  | MF   | Jaroslav Plašil        | 5 januari 1982 (34 år)    | 97                             | 6                              | Frankrike                      | Bordeaux                       |
| 14  | MF   | Daniel Kolář           | 27 oktober 1985 (30 år)   | 26                             | 2                              | Tjeckien                       | Viktoria Plzeň                 |
| 15  | MF   | David Pavelka          | 18 maj 1991 (25 år)       | 5                              | 0                              | Turkiet                        | Kasımpaşa                      |
| 16  | MV   | Tomáš Vaclík           | 29 mars 1989 (27 år)      | 6                              | 0                              | Schweiz                        | Basel                          |
| 17  | F    | Marek Suchý            | 29 mars 1988 (28 år)      | 26                             | 0                              | Schweiz                        | Basel                          |
| 18  | MF   | Josef Šural            | 30 maj 1990 (26 år)       | 9                              | 1                              | Tjeckien                       | Sparta Prag                    |
| 19  | MF   | Ladislav Krejčí        | 5 juli 1992 (23 år)       | 20                             | 4                              | Tjeckien                       | Sparta Prag                    |
| 20  | MF   | Jiří Skalák            | 12 mars 1992 (24 år)      | 7                              | 0                              | England                        | Brighton & Hove Albion         |
| 21  | A    | David Lafata           | 18 september 1981 (34 år) | 37                             | 8                              | Tjeckien                       | Sparta Prag                    |
| 22  | MF   | Vladimír Darida        | 8 augusti 1990 (25 år)    | 33                             | 1                              | Tyskland                       | Hertha Berlin                  |
| 23  | MV   | Tomáš Koubek           | 26 augusti 1992 (23 år)   | 1                              | 0                              | Tjeckien                       | Slovan Liberec                 |
| ——— | ———  | 0Pavel Vrba            |                           | 000Information: Förbundskapten | 000Information: Förbundskapten | 000Information: Förbundskapten | 000Information: Förbundskapten |

### Turkiet
| Nr  | Pos. | Namn               | Födelsedatum (ålder)      | Matcher                        | Mål                            |                                | Klubb                          |
| --- | ---- | ------------------ | ------------------------- | ------------------------------ | ------------------------------ | ------------------------------ | ------------------------------ |
| 1   | MV   | Volkan Babacan     | 12 augusti 1988 (27 år)   | 16                             | 0                              | Turkiet                        | İstanbul Başakşehir            |
| 2   | F    | Semih Kaya         | 24 februari 1991 (25 år)  | 23                             | 0                              | Turkiet                        | Galatasaray                    |
| 3   | F    | Hakan Balta        | 23 mars 1983 (33 år)      | 45                             | 2                              | Turkiet                        | Galatasaray                    |
| 4   | F    | Ahmet Yılmaz Çalık | 22 juni 1994 (21 år)      | 4                              | 0                              | Turkiet                        | Gençlerbirliği                 |
| 5   | MF   | Nuri Şahin         | 5 september 1988 (27 år)  | 48                             | 2                              | Tyskland                       | Borussia Dortmund              |
| 6   | MF   | Hakan Çalhanoğlu   | 8 februari 1994 (22 år)   | 18                             | 6                              | Tyskland                       | Bayer Leverkusen               |
| 7   | F    | Gökhan Gönül       | 4 januari 1985 (31 år)    | 55                             | 1                              | Turkiet                        | Fenerbahçe                     |
| 8   | MF   | Selçuk İnan        | 10 februari 1985 (31 år)  | 51                             | 8                              | Turkiet                        | Galatasaray                    |
| 9   | A    | Cenk Tosun         | 7 juni 1991 (25 år)       | 9                              | 3                              | Turkiet                        | Beşiktaş                       |
| 10  | MF   | Arda Turan         | 30 januari 1987 (29 år)   | 90                             | 17                             | Spanien                        | FC Barcelona                   |
| 11  | MF   | Olcay Şahan        | 26 maj 1987 (29 år)       | 23                             | 2                              | Turkiet                        | Beşiktaş                       |
| 12  | MV   | Onur Kıvrak        | 1 januari 1988 (28 år)    | 12                             | 0                              | Turkiet                        | Trabzonspor                    |
| 13  | F    | İsmail Köybaşı     | 10 juli 1989 (26 år)      | 18                             | 0                              | Turkiet                        | Beşiktaş                       |
| 14  | MF   | Oğuzhan Özyakup    | 23 september 1992 (23 år) | 19                             | 1                              | Turkiet                        | Beşiktaş                       |
| 15  | MF   | Mehmet Topal       | 3 mars 1986 (30 år)       | 58                             | 1                              | Turkiet                        | Fenerbahçe                     |
| 16  | MF   | Ozan Tufan         | 23 mars 1995 (21 år)      | 23                             | 1                              | Turkiet                        | Fenerbahçe                     |
| 17  | A    | Burak Yılmaz       | 15 juli 1985 (30 år)      | 43                             | 19                             | Kina                           | Beijing Guoan                  |
| 18  | MF   | Caner Erkin        | 4 oktober 1988 (27 år)    | 46                             | 2                              | Turkiet                        | Fenerbahçe                     |
| 19  | MF   | Yunus Mallı        | 24 februari 1992 (24 år)  | 5                              | 0                              | Tyskland                       | Mainz 05                       |
| 20  | MF   | Volkan Şen         | 7 juli 1987 (28 år)       | 16                             | 0                              | Turkiet                        | Fenerbahçe                     |
| 21  | A    | Emre Mor           | 24 juli 1997 (18 år)      | 1                              | 0                              | Danmark                        | FC Nordsjælland                |
| 22  | F    | Şener Özbayraklı   | 23 januari 1990 (26 år)   | 8                              | 0                              | Turkiet                        | Fenerbahçe                     |
| 23  | MV   | Harun Tekin        | 17 juni 1989 (26 år)      | 0                              | 0                              | Turkiet                        | Bursaspor                      |
| ——— | ———  | 0Fatih Terim       |                           | 000Information: Förbundskapten | 000Information: Förbundskapten | 000Information: Förbundskapten | 000Information: Förbundskapten |

### Kroatien
| Nr  | Pos. | Namn                | Födelsedatum (ålder)     | Matcher                        | Mål                            |                                | Klubb                          |
| --- | ---- | ------------------- | ------------------------ | ------------------------------ | ------------------------------ | ------------------------------ | ------------------------------ |
| 1   | MV   | Ivan Vargić         | 15 mars 1987 (29 år)     | 2                              | 0                              | Kroatien                       | Rijeka                         |
| 2   | F    | Šime Vrsaljko       | 10 januari 1992 (24 år)  | 19                             | 0                              | Italien                        | Sassuolo                       |
| 3   | F    | Ivan Strinić        | 17 juli 1987 (28 år)     | 35                             | 0                              | Italien                        | Napoli                         |
| 4   | MF   | Ivan Perišić        | 2 februari 1989 (27 år)  | 47                             | 13                             | Italien                        | Internazionale                 |
| 5   | F    | Vedran Ćorluka      | 5 februari 1986 (30 år)  | 88                             | 4                              | Ryssland                       | Lokomotiv Moskva               |
| 6   | F    | Tin Jedvaj          | 28 november 1995 (20 år) | 3                              | 0                              | Tyskland                       | Bayer Leverkusen               |
| 7   | MF   | Ivan Rakitić        | 10 mars 1988 (28 år)     | 76                             | 11                             | Spanien                        | FC Barcelona                   |
| 8   | MF   | Mateo Kovačić       | 6 maj 1994 (22 år)       | 27                             | 1                              | Spanien                        | Real Madrid                    |
| 9   | A    | Andrej Kramarić     | 19 juni 1991 (24 år)     | 11                             | 4                              | Tyskland                       | 1899 Hoffenheim                |
| 10  | MF   | Luka Modrić         | 9 september 1985 (30 år) | 90                             | 20                             | Spanien                        | Real Madrid                    |
| 11  | F    | Darijo Srna         | 1 maj 1982 (34 år)       | 130                            | 22                             | Ukraina                        | Sjachtar Donetsk               |
| 12  | MV   | Lovre Kalinić       | 3 april 1990 (26 år)     | 4                              | 0                              | Kroatien                       | Hajduk Split                   |
| 13  | F    | Gordon Schildenfeld | 18 mars 1985 (31 år)     | 27                             | 1                              | Kroatien                       | Dinamo Zagreb                  |
| 14  | MF   | Marcelo Brozović    | 16 november 1992 (23 år) | 17                             | 4                              | Italien                        | Internazionale                 |
| 15  | MF   | Ante Ćorić          | 14 april 1997 (19 år)    | 2                              | 0                              | Kroatien                       | Dinamo Zagreb                  |
| 16  | A    | Nikola Kalinić      | 5 januari 1988 (28 år)   | 29                             | 11                             | Italien                        | Fiorentina                     |
| 17  | A    | Mario Mandžukić     | 21 maj 1986 (30 år)      | 66                             | 24                             | Italien                        | Juventus                       |
| 18  | MF   | Marko Rog           | 19 juli 1995 (20 år)     | 3                              | 0                              | Kroatien                       | Dinamo Zagreb                  |
| 19  | MF   | Milan Badelj        | 25 februari 1989 (27 år) | 20                             | 1                              | Italien                        | Fiorentina                     |
| 20  | A    | Marko Pjaca         | 6 maj 1995 (21 år)       | 8                              | 1                              | Kroatien                       | Dinamo Zagreb                  |
| 21  | F    | Domagoj Vida        | 29 april 1989 (27 år)    | 38                             | 1                              | Ukraina                        | Dynamo Kiev                    |
| 22  | A    | Duje Čop            | 1 februari 1990 (26 år)  | 4                              | 0                              | Spanien                        | Málaga                         |
| 23  | MV   | Danijel Subašić     | 27 oktober 1984 (31 år)  | 20                             | 0                              | Frankrike                      | Monaco                         |
| ——— | ———  | 0Ante Čačić         |                          | 000Information: Förbundskapten | 000Information: Förbundskapten | 000Information: Förbundskapten | 000Information: Förbundskapten |

## Grupp E

### Belgien
| Nr  | Pos. | Namn                      | Födelsedatum (ålder)      | Matcher                        | Mål                            |                                | Klubb                          |
| --- | ---- | ------------------------- | ------------------------- | ------------------------------ | ------------------------------ | ------------------------------ | ------------------------------ |
| 1   | MV   | Thibaut Courtois          | 11 maj 1992 (24 år)       | 34                             | 0                              | England                        | Chelsea                        |
| 2   | F    | Toby Alderweireld         | 2 mars 1989 (27 år)       | 52                             | 1                              | England                        | Tottenham Hotspur              |
| 3   | F    | Thomas Vermaelen          | 14 november 1985 (30 år)  | 51                             | 1                              | Spanien                        | Barcelona                      |
| 4   | MF   | Radja Nainggolan          | 4 maj 1988 (28 år)        | 18                             | 4                              | Italien                        | Roma                           |
| 5   | F    | Jan Vertonghen            | 24 april 1987 (29 år)     | 74                             | 6                              | England                        | Tottenham Hotspur              |
| 6   | MF   | Axel Witsel               | 12 januari 1989 (27 år)   | 64                             | 6                              | Ryssland                       | Zenit Sankt Petersburg         |
| 7   | MF   | Kevin De Bruyne           | 28 juni 1991 (24 år)      | 34                             | 11                             | England                        | Manchester City                |
| 8   | MF   | Marouane Fellaini         | 22 november 1987 (28 år)  | 65                             | 15                             | England                        | Manchester United              |
| 9   | A    | Romelu Lukaku             | 13 maj 1993 (23 år)       | 41                             | 9                              | England                        | Everton                        |
| 10  | MF   | Eden Hazard               | 7 januari 1991 (25 år)    | 62                             | 12                             | England                        | Chelsea                        |
| 11  | MF   | Yannick Ferreira Carrasco | 4 september 1993 (22 år)  | 4                              | 0                              | Spanien                        | Atlético Madrid                |
| 12  | MV   | Simon Mignolet            | 6 mars 1988 (28 år)       | 16                             | 0                              | England                        | Liverpool                      |
| 13  | MV   | Jean-François Gillet      | 31 maj 1979 (37 år)       | 9                              | 0                              | Belgien                        | Mechelen                       |
| 14  | MF   | Dries Mertens             | 6 maj 1987 (29 år)        | 42                             | 8                              | Italien                        | Napoli                         |
| 15  | F    | Jason Denayer             | 28 juni 1995 (20 år)      | 5                              | 0                              | Turkiet                        | Galatasaray                    |
| 16  | F    | Thomas Meunier            | 12 september 1991 (24 år) | 5                              | 0                              | Belgien                        | Club Brugge                    |
| 17  | A    | Divock Origi              | 18 april 1995 (21 år)     | 16                             | 3                              | England                        | Liverpool                      |
| 18  | F    | Christian Kabasele        | 24 februari 1991 (25 år)  | 0                              | 0                              | Belgien                        | Club Brugge                    |
| 19  | MF   | Mousa Dembélé             | 16 juli 1987 (28 år)      | 63                             | 5                              | England                        | Tottenham Hotspur              |
| 20  | A    | Christian Benteke         | 3 december 1990 (25 år)   | 24                             | 6                              | England                        | Liverpool                      |
| 21  | F    | Jordan Lukaku             | 25 juli 1994 (21 år)      | 2                              | 0                              | Belgien                        | Oostende                       |
| 22  | A    | Michy Batshuayi           | 2 oktober 1993 (22 år)    | 3                              | 2                              | Frankrike                      | Marseille                      |
| 23  | F    | Laurent Ciman             | 5 augusti 1985 (30 år)    | 9                              | 0                              | Kanada                         | Montreal Impact                |
| ——— | ———  | 0Marc Wilmots             |                           | 000Information: Förbundskapten | 000Information: Förbundskapten | 000Information: Förbundskapten | 000Information: Förbundskapten |

### Italien
| Nr  | Pos. | Namn                  | Födelsedatum (ålder)     | Matcher                        | Mål                            |                                | Klubb                          |
| --- | ---- | --------------------- | ------------------------ | ------------------------------ | ------------------------------ | ------------------------------ | ------------------------------ |
| 1   | MV   | Gianluigi Buffon      | 28 januari 1978 (38 år)  | 157                            | 0                              | Italien                        | Juventus                       |
| 2   | F    | Mattia De Sciglio     | 20 oktober 1992 (23 år)  | 22                             | 0                              | Italien                        | Milan                          |
| 3   | F    | Giorgio Chiellini     | 14 augusti 1984 (31 år)  | 83                             | 6                              | Italien                        | Juventus                       |
| 4   | F    | Matteo Darmian        | 2 december 1989 (26 år)  | 22                             | 1                              | England                        | Manchester United              |
| 5   | F    | Angelo Ogbonna        | 23 maj 1988 (28 år)      | 10                             | 0                              | England                        | West Ham United                |
| 6   | MF   | Antonio Candreva      | 28 februari 1987 (29 år) | 37                             | 3                              | Italien                        | Lazio                          |
| 7   | A    | Simone Zaza           | 25 juni 1991 (24 år)     | 10                             | 1                              | Italien                        | Juventus                       |
| 8   | MF   | Alessandro Florenzi   | 11 mars 1991 (25 år)     | 16                             | 2                              | Italien                        | Roma                           |
| 9   | A    | Graziano Pellè        | 15 juli 1985 (30 år)     | 12                             | 5                              | England                        | Southampton                    |
| 10  | MF   | Thiago Motta          | 28 augusti 1982 (33 år)  | 25                             | 1                              | Frankrike                      | Paris Saint-Germain            |
| 11  | A    | Ciro Immobile         | 28 februari 1990 (26 år) | 12                             | 1                              | Italien                        | Torino                         |
| 12  | MV   | Salvatore Sirigu      | 12 januari 1987 (29 år)  | 15                             | 0                              | Frankrike                      | Paris Saint-Germain            |
| 13  | MV   | Federico Marchetti    | 7 februari 1983 (33 år)  | 11                             | 0                              | Italien                        | Lazio                          |
| 14  | MF   | Stefano Sturaro       | 9 mars 1993 (23 år)      | 0                              | 0                              | Italien                        | Juventus                       |
| 15  | F    | Andrea Barzagli       | 8 maj 1981 (35 år)       | 55                             | 0                              | Italien                        | Juventus                       |
| 16  | MF   | Daniele De Rossi      | 24 juli 1983 (32 år)     | 102                            | 17                             | Italien                        | Roma                           |
| 17  | A    | Éder                  | 15 november 1986 (29 år) | 10                             | 2                              | Italien                        | Juventus                       |
| 18  | MF   | Marco Parolo          | 25 januari 1985 (31 år)  | 19                             | 0                              | Italien                        | Lazio                          |
| 19  | F    | Leonardo Bonucci      | 1 maj 1987 (29 år)       | 56                             | 3                              | Italien                        | Juventus                       |
| 20  | A    | Lorenzo Insigne       | 4 juni 1991 (25 år)      | 9                              | 2                              | Italien                        | Napoli                         |
| 21  | MF   | Federico Bernardeschi | 16 februari 1994 (22 år) | 3                              | 0                              | Italien                        | Fiorentina                     |
| 22  | A    | Stephan El Shaarawy   | 27 oktober 1992 (23 år)  | 18                             | 3                              | Italien                        | Roma                           |
| 23  | MF   | Emanuele Giaccherini  | 5 maj 1985 (31 år)       | 24                             | 3                              | Italien                        | Bologna                        |
| ——— | ———  | 0Antonio Conte        |                          | 000Information: Förbundskapten | 000Information: Förbundskapten | 000Information: Förbundskapten | 000Information: Förbundskapten |

### Irland
| Nr  | Pos. | Namn             | Födelsedatum (ålder)      | Matcher                        | Mål                            |                                | Klubb                          |
| --- | ---- | ---------------- | ------------------------- | ------------------------------ | ------------------------------ | ------------------------------ | ------------------------------ |
| 1   | MV   | Keiren Westwood  | 23 oktober 1984 (31 år)   | 18                             | 0                              | England                        | Sheffield Wednesday            |
| 2   | F    | Séamus Coleman   | 11 oktober 1988 (27 år)   | 33                             | 0                              | England                        | Everton                        |
| 3   | F    | Ciaran Clark     | 26 september 1989 (26 år) | 17                             | 2                              | England                        | Aston Villa                    |
| 4   | F    | John O'Shea      | 30 april 1981 (35 år)     | 111                            | 3                              | England                        | Sunderland                     |
| 5   | F    | Richard Keogh    | 11 augusti 1986 (29 år)   | 12                             | 1                              | England                        | Derby County                   |
| 6   | MF   | Glenn Whelan     | 13 januari 1984 (32 år)   | 71                             | 2                              | England                        | Stoke City                     |
| 7   | MF   | Aiden McGeady    | 4 april 1986 (30 år)      | 82                             | 5                              | England                        | Everton                        |
| 8   | MF   | James McCarthy   | 12 november 1990 (25 år)  | 35                             | 0                              | England                        | Everton                        |
| 9   | A    | Shane Long       | 22 januari 1987 (29 år)   | 63                             | 16                             | England                        | Southampton                    |
| 10  | A    | Robbie Keane     | 8 juli 1980 (35 år)       | 143                            | 67                             | USA                            | LA Galaxy                      |
| 11  | MF   | James McClean    | 22 april 1989 (27 år)     | 38                             | 5                              | England                        | West Bromwich Albion           |
| 12  | F    | Shane Duffy      | 1 januari 1992 (24 år)    | 3                              | 0                              | England                        | Blackburn Rovers               |
| 13  | MF   | Jeff Hendrick    | 31 januari 1992 (24 år)   | 22                             | 0                              | England                        | Derby County                   |
| 14  | A    | Jonathan Walters | 20 september 1983 (32 år) | 39                             | 10                             | England                        | Stoke City                     |
| 15  | F    | Cyrus Christie   | 30 september 1992 (23 år) | 5                              | 1                              | England                        | Derby County                   |
| 16  | MV   | Shay Given       | 20 april 1976 (40 år)     | 134                            | 0                              | England                        | Stoke City                     |
| 17  | F    | Stephen Ward     | 20 augusti 1985 (30 år)   | 33                             | 3                              | England                        | Burnley                        |
| 18  | MF   | David Meyler     | 29 maj 1989 (27 år)       | 15                             | 0                              | England                        | Hull City                      |
| 19  | MF   | Robbie Brady     | 14 januari 1992 (24 år)   | 24                             | 4                              | England                        | Norwich City                   |
| 20  | MF   | Wes Hoolahan     | 20 maj 1982 (34 år)       | 31                             | 2                              | England                        | Norwich City                   |
| 21  | A    | Daryl Murphy     | 15 mars 1983 (33 år)      | 21                             | 0                              | England                        | Ipswich Town                   |
| 22  | MF   | Stephen Quinn    | 4 april 1986 (30 år)      | 14                             | 0                              | England                        | Reading                        |
| 23  | MV   | Darren Randolph  | 12 maj 1987 (29 år)       | 9                              | 0                              | England                        | West Ham United                |
| ——— | ———  | 0Martin O'Neill  |                           | 000Information: Förbundskapten | 000Information: Förbundskapten | 000Information: Förbundskapten | 000Information: Förbundskapten |

### Sverige
| Nr  | Pos. | Namn                    | Födelsedatum (ålder)     | Matcher                        | Mål                            |                                | Klubb                            |
| --- | ---- | ----------------------- | ------------------------ | ------------------------------ | ------------------------------ | ------------------------------ | -------------------------------- |
| 1   | MV   | Andreas Isaksson        | 3 oktober 1981 (34 år)   | 128                            | 0                              | Turkiet                        | Kasımpaşa                        |
| 2   | F    | Mikael Lustig           | 13 december 1986 (29 år) | 50                             | 2                              | Skottland                      | Celtic                           |
| 3   | F    | Erik Johansson          | 30 december 1988 (27 år) | 8                              | 0                              | Danmark                        | FC Köpenhamn                     |
| 4   | F    | Andreas Granqvist       | 16 april 1985 (31 år)    | 50                             | 3                              | Ryssland                       | Krasnodar                        |
| 5   | F    | Martin Olsson           | 17 maj 1988 (28 år)      | 34                             | 5                              | England                        | Norwich City                     |
| 6   | MF   | Emil Forsberg           | 23 oktober 1991 (24 år)  | 15                             | 1                              | Tyskland                       | RB Leipzig                       |
| 7   | MF   | Sebastian Larsson       | 6 juni 1985 (31 år)      | 82                             | 6                              | England                        | Sunderland                       |
| 8   | MF   | Albin Ekdal             | 28 juli 1989 (26 år)     | 21                             | 0                              | Tyskland                       | Hamburg                          |
| 9   | MF   | Kim Källström           | 24 augusti 1982 (33 år)  | 127                            | 16                             | Schweiz                        | Grasshoppers                     |
| 10  | A    | Zlatan Ibrahimović      | 3 oktober 1981 (34 år)   | 112                            | 62                             | Frankrike                      | Paris Saint-Germain              |
| 11  | A    | Marcus Berg             | 17 augusti 1986 (29 år)  | 37                             | 10                             | Grekland                       | Panathinaikos                    |
| 12  | MV   | Robin Olsen             | 8 januari 1990 (26 år)   | 3                              | 0                              | Danmark                        | FC Köpenhamn (Utlånad från PAOK) |
| 13  | F    | Pontus Jansson          | 13 februari 1991 (25 år) | 7                              | 0                              | Italien                        | Torino                           |
| 14  | F    | Victor Nilsson Lindelöf | 17 juli 1994 (21 år)     | 2                              | 0                              | Portugal                       | Benfica                          |
| 15  | MF   | Oscar Hiljemark         | 28 juni 1992 (23 år)     | 9                              | 1                              | Italien                        | Palermo                          |
| 16  | MF   | Pontus Wernbloom        | 25 juni 1986 (29 år)     | 50                             | 2                              | Ryssland                       | CSKA Moskva                      |
| 17  | F    | Ludwig Augustinsson     | 21 april 1994 (22 år)    | 3                              | 0                              | Danmark                        | FC Köpenhamn                     |
| 18  | MF   | Oscar Lewicki           | 14 juli 1992 (23 år)     | 9                              | 0                              | Sverige                        | Malmö FF                         |
| 19  | A    | Emir Kujović            | 22 juni 1988 (27 år)     | 3                              | 1                              | Sverige                        | IFK Norrköping                   |
| 20  | A    | John Guidetti           | 15 april 1992 (24 år)    | 7                              | 0                              | Spanien                        | Celta Vigo                       |
| 21  | MF   | Jimmy Durmaz            | 22 mars 1989 (27 år)     | 30                             | 2                              | Grekland                       | Olympiakos                       |
| 22  | MF   | Erkan Zengin            | 5 augusti 1985 (30 år)   | 19                             | 3                              | Turkiet                        | Trabzonspor                      |
| 23  | MV   | Patrik Carlgren         | 8 januari 1992 (24 år)   | 1                              | 0                              | Sverige                        | AIK                              |
| ——— | ———  | 0Erik Hamrén            |                          | 000Information: Förbundskapten | 000Information: Förbundskapten | 000Information: Förbundskapten | 000Information: Förbundskapten   |

## Grupp F

### Portugal
| Nr  | Pos. | Namn              | Födelsedatum (ålder)      | Matcher                        | Mål                            |                                | Klubb                          |
| --- | ---- | ----------------- | ------------------------- | ------------------------------ | ------------------------------ | ------------------------------ | ------------------------------ |
| 1   | MV   | Rui Patrício      | 15 februari 1988 (28 år)  | 43                             | 0                              | Portugal                       | Sporting Lissabon              |
| 2   | F    | Bruno Alves       | 8 november 1981 (34 år)   | 84                             | 10                             | Turkiet                        | Fenerbahçe                     |
| 3   | F    | Pepe              | 26 februari 1983 (33 år)  | 70                             | 3                              | Spanien                        | Real Madrid                    |
| 4   | F    | José Fonte        | 22 december 1983 (32 år)  | 9                              | 0                              | England                        | Southampton                    |
| 5   | F    | Raphaël Guerreiro | 22 december 1993 (22 år)  | 5                              | 1                              | Frankrike                      | Lorient                        |
| 6   | F    | Ricardo Carvalho  | 18 maj 1978 (38 år)       | 83                             | 5                              | Frankrike                      | Monaco                         |
| 7   | A    | Cristiano Ronaldo | 5 februari 1985 (31 år)   | 125                            | 56                             | Spanien                        | Real Madrid                    |
| 8   | MF   | João Moutinho     | 8 september 1986 (29 år)  | 81                             | 4                              | Frankrike                      | Monaco                         |
| 9   | A    | Éder              | 22 december 1987 (28 år)  | 23                             | 1                              | Wales                          | Swansea City                   |
| 10  | MF   | João Mário        | 19 januari 1993 (23 år)   | 8                              | 0                              | Portugal                       | Sporting Lissabon              |
| 11  | MF   | Vieirinha         | 24 januari 1986 (30 år)   | 19                             | 1                              | Tyskland                       | Wolfsburg                      |
| 12  | MV   | Anthony Lopes     | 1 oktober 1990 (25 år)    | 3                              | 0                              | Frankrike                      | Lyon                           |
| 13  | MF   | Danilo Pereira    | 9 september 1991 (24 år)  | 9                              | 0                              | Portugal                       | Porto                          |
| 14  | MF   | William Carvalho  | 7 april 1992 (24 år)      | 17                             | 0                              | Portugal                       | Sporting Lissabon              |
| 15  | MF   | André Gomes       | 30 juli 1993 (22 år)      | 5                              | 0                              | Spanien                        | Valencia                       |
| 16  | MF   | Renato Sanches    | 18 augusti 1997 (18 år)   | 2                              | 0                              | Portugal                       | Benfica                        |
| 17  | A    | Nani              | 17 november 1986 (29 år)  | 94                             | 18                             | Turkiet                        | Fenerbahçe                     |
| 18  | A    | Rafa Silva        | 17 maj 1993 (23 år)       | 6                              | 0                              | Portugal                       | Braga                          |
| 19  | F    | Eliseu            | 1 oktober 1983 (32 år)    | 14                             | 1                              | Portugal                       | Benfica                        |
| 20  | A    | Ricardo Quaresma  | 26 september 1983 (32 år) | 47                             | 4                              | Turkiet                        | Beşiktaş                       |
| 21  | F    | Cédric            | 31 augusti 1991 (24 år)   | 9                              | 0                              | England                        | Southampton                    |
| 22  | MV   | Eduardo           | 19 september 1982 (33 år) | 35                             | 0                              | Kroatien                       | Dinamo Zagreb                  |
| 23  | MF   | Adrien Silva      | 15 mars 1989 (27 år)      | 7                              | 0                              | Portugal                       | Sporting Lissabon              |
| ——— | ———  | 0Fernando Santos  |                           | 000Information: Förbundskapten | 000Information: Förbundskapten | 000Information: Förbundskapten | 000Information: Förbundskapten |

### Island
| Nr  | Pos. | Namn                      | Födelsedatum (ålder)      | Matcher                              | Mål                                  |                                      | Klubb                                |
| --- | ---- | ------------------------- | ------------------------- | ------------------------------------ | ------------------------------------ | ------------------------------------ | ------------------------------------ |
| 1   | MV   | Hannes Þór Halldórsson    | 28 april 1984 (32 år)     | 32                                   | 0                                    | Norge                                | Bodø/Glimt                           |
| 2   | F    | Birkir Már Sævarsson      | 11 november 1984 (31 år)  | 56                                   | 0                                    | Sverige                              | Hammarby IF                          |
| 3   | F    | Haukur Hauksson           | 1 september 1991 (24 år)  | 6                                    | 0                                    | Sverige                              | AIK                                  |
| 4   | F    | Hjörtur Hermannsson       | 8 februari 1995 (21 år)   | 2                                    | 0                                    | Sverige                              | IFK Göteborg                         |
| 5   | F    | Sverrir Ingi Ingason      | 5 augusti 1993 (22 år)    | 4                                    | 1                                    | Belgien                              | Lokeren                              |
| 6   | F    | Ragnar Sigurðsson         | 19 juni 1986 (29 år)      | 54                                   | 1                                    | Ryssland                             | FC Krasnodar                         |
| 7   | MF   | Jóhann Berg Guðmundsson   | 27 oktober 1990 (25 år)   | 45                                   | 5                                    | England                              | Charlton Athletic                    |
| 8   | MF   | Birkir Bjarnason          | 27 maj 1988 (28 år)       | 45                                   | 6                                    | Schweiz                              | Basel                                |
| 9   | A    | Kolbeinn Sigþórsson       | 14 mars 1990 (26 år)      | 37                                   | 19                                   | Frankrike                            | Nantes                               |
| 10  | MF   | Gylfi Sigurðsson          | 8 september 1989 (26 år)  | 37                                   | 12                                   | Wales                                | Swansea City                         |
| 11  | A    | Alfreð Finnbogason        | 1 februari 1989 (27 år)   | 32                                   | 7                                    | Tyskland                             | Augsburg                             |
| 12  | MV   | Ögmundur Kristinsson      | 19 juni 1989 (26 år)      | 10                                   | 0                                    | Sverige                              | Hammarby IF                          |
| 13  | MV   | Ingvar Jónsson            | 18 oktober 1989 (26 år)   | 4                                    | 0                                    | Norge                                | Sandefjord                           |
| 14  | F    | Kári Árnason              | 13 oktober 1982 (33 år)   | 47                                   | 2                                    | Sverige                              | Malmö FF                             |
| 15  | A    | Jón Daði Böðvarsson       | 25 maj 1992 (24 år)       | 20                                   | 1                                    | Tyskland                             | 1. FC Kaiserslautern                 |
| 16  | MF   | Rúnar Már Sigurjónsson    | 18 juni 1990 (25 år)      | 9                                    | 1                                    | Sverige                              | GIF Sundsvall                        |
| 17  | MF   | Aron Gunnarsson           | 22 april 1989 (27 år)     | 57                                   | 2                                    | Wales                                | Cardiff City                         |
| 18  | MF   | Theodór Elmar Bjarnason   | 4 mars 1987 (29 år)       | 26                                   | 0                                    | Danmark                              | AGF Aarhus                           |
| 19  | F    | Hörður Björgvin Magnússon | 11 februari 1993 (23 år)  | 3                                    | 0                                    | Italien                              | Cesena                               |
| 20  | MF   | Emil Hallfreðsson         | 29 juni 1984 (31 år)      | 52                                   | 1                                    | Italien                              | Udinese                              |
| 21  | MF   | Arnór Ingvi Traustason    | 30 april 1993 (23 år)     | 6                                    | 3                                    | Sverige                              | IFK Norrköping                       |
| 22  | A    | Eiður Guðjohnsen          | 15 september 1978 (37 år) | 84                                   | 25                                   | Norge                                | Molde FK                             |
| 23  | F    | Ari Freyr Skúlason        | 14 maj 1987 (29 år)       | 37                                   | 0                                    | Danmark                              | OB                                   |
| ——— | ———  | 0Lars Lagerbäck           |                           | 000Information: Förbundskapten       | 000Information: Förbundskapten       | 000Information: Förbundskapten       | 000Information: Förbundskapten       |
| ——— | ———  | 0Heimir Hallgrímsson      |                           | 000Information: Assisterande tränare | 000Information: Assisterande tränare | 000Information: Assisterande tränare | 000Information: Assisterande tränare |

### Österrike
| Nr  | Pos. | Namn                  | Födelsedatum (ålder)      | Matcher                        | Mål                            |                                | Klubb                          |
| --- | ---- | --------------------- | ------------------------- | ------------------------------ | ------------------------------ | ------------------------------ | ------------------------------ |
| 1   | MV   | Robert Almer          | 20 mars 1984 (32 år)      | 28                             | 0                              | Österrike                      | Austria Wien                   |
| 2   | F    | György Garics         | 6 mars 1984 (32 år)       | 41                             | 2                              | Tyskland                       | Darmstadt 98                   |
| 3   | F    | Aleksandar Dragović   | 6 mars 1991 (25 år)       | 47                             | 1                              | Ukraina                        | Dynamo Kiev                    |
| 4   | F    | Martin Hinteregger    | 7 september 1992 (23 år)  | 14                             | 0                              | Tyskland                       | Borussia Mönchengladbach       |
| 5   | F    | Christian Fuchs       | 7 juni 1986 (30 år)       | 75                             | 1                              | England                        | Leicester City                 |
| 6   | MF   | Stefan Ilsanker       | 18 maj 1989 (27 år)       | 16                             | 0                              | Tyskland                       | RB Leipzig                     |
| 7   | A    | Marko Arnautović      | 19 april 1989 (27 år)     | 52                             | 11                             | England                        | Stoke City                     |
| 8   | MF   | David Alaba           | 24 juni 1992 (23 år)      | 46                             | 11                             | Tyskland                       | Bayern München                 |
| 9   | A    | Rubin Okotie          | 6 juni 1987 (29 år)       | 17                             | 2                              | Tyskland                       | 1860 München                   |
| 10  | MF   | Zlatko Junuzović      | 26 september 1987 (28 år) | 48                             | 7                              | Tyskland                       | Werder Bremen                  |
| 11  | MF   | Martin Harnik         | 10 juni 1987 (29 år)      | 58                             | 14                             | Tyskland                       | VfB Stuttgart                  |
| 12  | MV   | Heinz Lindner         | 17 juli 1990 (25 år)      | 8                              | 0                              | Tyskland                       | Eintracht Frankfurt            |
| 13  | F    | Markus Suttner        | 16 april 1987 (29 år)     | 16                             | 0                              | Tyskland                       | Ingolstadt 04                  |
| 14  | MF   | Julian Baumgartlinger | 2 januari 1988 (28 år)    | 45                             | 1                              | Tyskland                       | Mainz 05                       |
| 15  | F    | Sebastian Prödl       | 21 juni 1987 (28 år)      | 57                             | 4                              | England                        | Watford                        |
| 16  | F    | Kevin Wimmer          | 15 november 1992 (23 år)  | 3                              | 0                              | England                        | Tottenham Hotspur              |
| 17  | F    | Florian Klein         | 17 november 1986 (29 år)  | 37                             | 0                              | Tyskland                       | VfB Stuttgart                  |
| 18  | MF   | Alessandro Schöpf     | 7 februari 1994 (22 år)   | 4                              | 1                              | Tyskland                       | Schalke 04                     |
| 19  | A    | Lukas Hinterseer      | 28 mars 1991 (25 år)      | 10                             | 0                              | Tyskland                       | Ingolstadt 04                  |
| 20  | MF   | Marcel Sabitzer       | 17 mars 1994 (22 år)      | 18                             | 3                              | Tyskland                       | RB Leipzig                     |
| 21  | A    | Marc Janko            | 25 juni 1983 (32 år)      | 54                             | 26                             | Schweiz                        | Basel                          |
| 22  | MF   | Jakob Jantscher       | 8 januari 1989 (27 år)    | 22                             | 1                              | Schweiz                        | Luzern                         |
| 23  | MV   | Ramazan Özcan         | 28 juni 1984 (31 år)      | 7                              | 0                              | Tyskland                       | Ingolstadt 04                  |
| ——— | ———  | 0Marcel Koller        |                           | 000Information: Förbundskapten | 000Information: Förbundskapten | 000Information: Förbundskapten | 000Information: Förbundskapten |

### Ungern
| Nr  | Pos. | Namn                | Födelsedatum (ålder)      | Matcher                        | Mål                            |                                | Klubb                          |
| --- | ---- | ------------------- | ------------------------- | ------------------------------ | ------------------------------ | ------------------------------ | ------------------------------ |
| 1   | MV   | Gábor Király        | 1 april 1976 (40 år)      | 103                            | 0                              | Ungern                         | Haladás                        |
| 2   | F    | Ádám Lang           | 17 januari 1993 (23 år)   | 11                             | 0                              | Ungern                         | Videoton                       |
| 3   | F    | Mihály Korhut       | 1 december 1988 (27 år)   | 4                              | 0                              | Ungern                         | Debreceni                      |
| 4   | F    | Tamás Kádár         | 14 mars 1990 (26 år)      | 30                             | 0                              | Polen                          | Lech Poznań                    |
| 5   | F    | Attila Fiola        | 17 februari 1990 (26 år)  | 15                             | 0                              | Ungern                         | Puskás Akadémia                |
| 6   | MF   | Ákos Elek           | 21 juli 1988 (27 år)      | 38                             | 1                              | Ungern                         | Diósgyőri                      |
| 7   | A    | Balázs Dzsudzsák    | 23 december 1986 (29 år)  | 78                             | 18                             | Turkiet                        | Bursaspor                      |
| 8   | MF   | Ádám Nagy           | 17 juni 1995 (20 år)      | 8                              | 0                              | Ungern                         | Ferencváros                    |
| 9   | A    | Ádám Szalai         | 9 december 1987 (28 år)   | 32                             | 8                              | Tyskland                       | Hannover 96                    |
| 10  | MF   | Zoltán Gera         | 22 april 1979 (37 år)     | 89                             | 24                             | Ungern                         | Ferencváros                    |
| 11  | A    | Krisztián Németh    | 5 januari 1989 (27 år)    | 24                             | 3                              | Qatar                          | Al-Gharafa                     |
| 12  | MV   | Dénes Dibusz        | 16 november 1990 (25 år)  | 4                              | 0                              | Ungern                         | Ferencváros                    |
| 13  | A    | Dániel Böde         | 24 oktober 1986 (29 år)   | 12                             | 4                              | Ungern                         | Ferencváros                    |
| 14  | MF   | Gergő Lovrencsics   | 1 september 1988 (27 år)  | 12                             | 1                              | Polen                          | Lech Poznań                    |
| 15  | MF   | László Kleinheisler | 8 april 1994 (22 år)      | 5                              | 1                              | Tyskland                       | Werder Bremen                  |
| 16  | F    | Ádám Pintér         | 12 juni 1988 (27 år)      | 21                             | 0                              | Ungern                         | Ferencváros                    |
| 17  | A    | Nemanja Nikolić     | 31 december 1987 (28 år)  | 18                             | 3                              | Polen                          | Legia Warszawa                 |
| 18  | MF   | Zoltán Stieber      | 16 oktober 1988 (27 år)   | 12                             | 2                              | Tyskland                       | 1. FC Nürnberg                 |
| 19  | A    | Tamás Priskin       | 27 september 1986 (29 år) | 56                             | 17                             | Slovenien                      | Slovan Bratislava              |
| 20  | F    | Richárd Guzmics     | 16 april 1987 (29 år)     | 14                             | 1                              | Polen                          | Wisła Kraków                   |
| 21  | F    | Barnabás Bese       | 6 maj 1994 (22 år)        | 1                              | 0                              | Ungern                         | MTK Budapest                   |
| 22  | MV   | Péter Gulácsi       | 6 maj 1990 (26 år)        | 3                              | 0                              | Tyskland                       | RB Leipzig                     |
| 23  | F    | Roland Juhász       | 1 juli 1983 (32 år)       | 91                             | 6                              | Ungern                         | Videoton                       |
| ——— | ———  | 0Bernd Storck       |                           | 000Information: Förbundskapten | 000Information: Förbundskapten | 000Information: Förbundskapten | 000Information: Förbundskapten |